# Diottro

Un diottro. Le distanze p e q sono misurate rispetto al vertice del diottro (come punto di intersezione tra l'asse ottico e la superficie).

Il diottro è un sistema ottico costituito dalla superficie di separazione di due mezzi con indice di rifrazione diverso. Se la superficie è piana, si parla di diottro piano, e tra i diottri non piani, quello di particolare rilevanza è il diottro sferico. Un sistema ottico centrato, composto da due diottri rifrangenti adiacenti (con almeno uno curvo), forma una lente.
In approssimazione parassiale, quindi per angoli di incidenza piccoli, si può ricavare che la legge dei punti coniugati di un diottro è:
{\displaystyle {\frac {n_{1}}{p}}+{\frac {n_{2}}{q}}={\frac {n_{2}-n_{1}}{R}}}
dove {\displaystyle R} indica il raggio di curvatura della superficie. Infatti, facendo riferimento alla figura a lato (il fatto che il diottro sia convesso o concavo non cambia il risultato), dove {\displaystyle n_{1}<n_{2}}, è possibile scrivere le seguenti relazioni geometriche: {\displaystyle \alpha +\omega +(\pi -\vartheta _{1})=\pi } e {\displaystyle \beta +\vartheta _{2}+(\pi -\omega )=\pi }. Inoltre, siccome per ipotesi iniziale {\displaystyle \vartheta \sim \sin {\vartheta }\sim \tan {\vartheta }}, la legge di Snell può essere riscritta come {\displaystyle n_{1}\vartheta _{1}=n_{2}\vartheta _{2}}, che unita a quelle precedentemente ricavate fornisce {\displaystyle n_{1}\alpha +n_{2}\beta =(n_{2}-n_{1})\omega }. Infine, poiché l'approssimazione parassiale coinvolge anche gli angoli {\displaystyle \alpha ={\frac {l}{p}}}, {\displaystyle \beta ={\frac {l}{q}}} e {\displaystyle \omega ={\frac {l}{R}}}, si ottiene la legge scritta sopra.
Dato un sistema ottico, la conoscenza di pochi punti, detti punti principali, permette di costruire l'immagine di un qualsiasi oggetto. Per il diottro i punti principali sono il centro {\displaystyle C} di curvatura della superficie ed i fuochi del diottro:
- Il centro di curvatura {\displaystyle C} ha la proprietà che qualsiasi raggio di luce proveniente dallo spazio oggetto e passante per {\displaystyle C} non subisce deviazioni nell'attraversare la calotta sferica.
- Il secondo fuoco {\displaystyle F_{2}} del diottro è il punto in cui convergono tutti i raggi luminosi provenienti dallo spazio oggetto parallelamente all'asse ottico; il secondo fuoco è quindi l'immagine di un punto posto all'infinito ({\displaystyle p\rightarrow +\infty }). La distanza {\displaystyle f_{2}} (con relativo segno) di tale punto dal vertice {\displaystyle V}del diottro è data ponendo
{\displaystyle f_{2}=q={\frac {n_{2}}{n_{2}-n_{1}}}R}
- il primo fuoco {\displaystyle F_{1}} è invece il punto sull'asse ottico nello spazio oggetto la cui immagine è il punto posto all'infinito ({\displaystyle q\rightarrow +\infty }):
{\displaystyle f_{1}=p={\frac {n_{1}}{n_{2}-n_{1}}}R}

È da osservare che le distanze focali {\displaystyle f_{1}} e {\displaystyle f_{2}} di un diottro hanno sempre lo stesso segno, uguale od opposto a quello del raggio di curvatura a seconda del segno di {\displaystyle n_{2}-n_{1}}. Moltiplicando ambo i membri della legge dei punti coniugati per {\displaystyle {\frac {R}{n_{2}-n_{1}}}}, essa può essere riscritta in modo che compaiano le distanze focali:
{\displaystyle {\frac {f_{1}}{p}}+{\frac {f_{2}}{q}}=1}
Altre formule utili che legano le grandezze in gioco sono {\displaystyle {\frac {f_{1}}{f_{2}}}={\frac {n_{1}}{n_{2}}}} ed {\displaystyle f_{2}-f_{1}=R}.
Tramite considerazioni geometriche simili a quelle fatte in precedenza si ricava l'ingrandimento lineare trasversale del diottro:
{\displaystyle I={\frac {y'}{y}}={\frac {q-R}{p+R}}={\frac {n_{1}q}{n_{2}p}}}
Il termine {\displaystyle {\frac {n_{2}-n_{1}}{R}}} al secondo membro dell'uguaglianza iniziale è anche detto potere convergente del diottro: se è positivo il diottro è detto convergente, mentre se è negativo il diottro è detto divergente.